# Saint-Ferriol
Saint-Ferriol – miejscowość i gmina we Francji, w regionie Oksytania, w departamencie Aude. Nazwa miejscowości pochodzi od imienia św. Fereola.
Według danych na rok 1990 gminę zamieszkiwały 154 osoby, a gęstość zaludnienia wynosiła 16 osób/km² (wśród 1545 gmin Langwedocji-Roussillon Saint-Ferriol plasuje się na 751. miejscu pod względem liczby ludności, natomiast pod względem powierzchni na miejscu 772.).

## Zabytki
Zabytki w miejscowości posiadające status Monument historique:
- zamek w Saint-Ferriol (château de Saint-Ferriol)